# پینگتان، گواندونگ
پینگتان، گواندونگ (به لاتین: Pingtan) یک شهرک در جمهوری خلق چین است که در هویانگ واقع شده‌است.